# 20XX
20XX là một tựa game thuộc thể loại đi cảnh hành động roguelike độc lập do studio Batterystaple Games của Mỹ phát triển. Phiên bản early access được phát hành cho Microsoft Windows trên Steam vào ngày 12 tháng 10 năm 2016. Phần tiếp theo mang tên 30XX dự tính phát hành vào năm 2021, và hiện có trên Steam Early Access.

## Cốt truyện
Cốt truyện của game xoay quanh nhân vật chính là một cô gái tên Nina, thường mặc bộ giáp được trang bị viên đạn năng lượng và cậu bé tên Ace mặc giáp cầm theo thanh kiếm năng lượng bên mình, từ sau vụ nổi dậy của binh đoàn người máy.  Di chuyển từ khu căn cứ Ark, một trạm không gian quay quanh Trái Đất, cả hai đều được chính quyền Trái Đất tuyển mộ nhằm mục đích quét sạch những địa điểm nguy hiểm bị đạo quân robot điên cuồng tràn vào quấy phá khắp nơi.

## Lối chơi
Tựa game này lấy cảm hứng từ trò Mega Man X, người chơi phải bắn giết hoặc đâm chém đối thủ và hoàn thành các thử thách đặc trưng của thể loại game platform để qua được một màn chơi trong game. Điểm khác biệt ở chỗ các màn chơi này được tạo ngẫu nhiên dựa trên các phân đoạn trong màn chơi đó và cũng cho phép cả phần chơi co-op qua mạng nội bộ và chơi trực tuyến. Thay vì cung cấp cho người chơi nhiều sinh mạng thì game lại chỉ có một mạng duy nhất đồng nghĩa với cái chết vĩnh viễn dành cho nhân vật chính, thế nhưng trong vai trò là "roguelite" lại cho phép người chơi sử dụng Soul Chip kiếm được trong màn chơi giúp mở khóa các loại nâng cấp thụ động mới tinh dành cho việc mua sắm và tiếp nhận lần nâng cấp cho nỗ lực tiếp theo qua lượt chơi nhất định.
Xuyên suốt những màn chơi trong game, người chơi có thể sử dụng bu lông thu được làm tiền tệ để mua sắm những loại nâng cấp thụ động hoặc hồi phục cột máu hay thanh năng lượng của nhân vật chính nằm trong các máy bán hàng tự động rải rác trong game. Người chơi còn có thể tìm thấy đồ nâng cấp có trong rương kho báu và những nơi chốn khác. Sau khi đánh bại một con trùm qua mỗi màn chơi, người chơi có thể chọn lấy tuyệt chiêu của chúng làm phần thưởng, qua đó giúp nhân vật chính sở hữu khả năng đặc biệt mới hoặc tiếp nhận phần thưởng là bu lông hay nâng cấp thụ động ngẫu nhiên.

## Phát triển
20XX bắt đầu được phát triển từ sau cuộc vận động gọi vốn cộng đồng trên Kickstarter vào mùa xuân năm 2014, khi game có tên gọi là Echoes of Eridu. Sau khi vụ Kickstarter này thành công, trò chơi tham gia vào chương trình tên gọi Accelerator của Fire Hose Games và xuất đầu lộ diện trong Indie Megabooth tại sự kiện Penny Arcade Expo năm 2015.
Đây là tựa game thương mại đầu tiên của nhà phát triển Chris King, và công đoạn phát triển game này được thúc đẩy bởi niềm tin rằng đây là cơ hội cuối cùng để anh thực hiện một điều mạo hiểm như phát triển game mà không có gia đình hỗ trợ, khi bước sang độ tuổi cuối 20. Ý tưởng vê tựa game này là do Chris tin rằng hãng Capcom đã không còn sản xuất đủ các tựa game Mega Man nữa, và anh ta cũng như những người hâm mộ khác đều mong muốn có nhiều lối chơi tương tự hơn.
Trọng tâm chính của nhà phát triển là cảm nhận game và làm sao chơi game theo cách tương tự như Mega Man. Khía cạnh khó khăn nhất trong quá trình phát triển game là sửa lỗi mã mạng cho phép phần chơi trực tuyến.
Chris tin rằng chương trình Early Access của Steam là điều cần thiết cho quá trình phát triển game và "không thể tưởng tượng nổi" khi phát hành game mà lại thiếu đi chương trình này.

## Nhạc nền
Nhạc nền của trò chơi do Brandon "Cityfires" Ellis sáng tác và bao gồm các yếu tố của dòng nhạc chiptune và synthesizer sao cho giống với game Super NES.

## Nhận định
20XX được cả người hâm mộ và cánh báo chí game đón nhận nồng nhiệt. Adam Smith của Rock, Paper, Shotgun nêu nhận định rằng tựa game này "trông tuyệt cú mèo."